# غاريث بف
غاريث بف (بالإنجليزية: Gareth Pugh)‏ هو مصمم أزياء بريطاني، ولد في 31 أغسطس 1981 في سندرلاند في المملكة المتحدة.